# Mendelevium
Mendelevium či mendělevium nebo mendělejevium (chemická značka Md) je třináctým členem z řady aktinoidů, devátým transuranem, silně radioaktivní kovový prvek, připravovaný uměle (v přírodě se nevyskytuje) ozařováním jader einsteinia.

## Fyzikálně-chemické vlastnosti
Mendelevium je radioaktivní kovový prvek, který doposud nebyl izolován v dostatečně velkém množství, aby bylo možno určit všechny jeho fyzikální vlastnosti.
Vyzařuje α a γ záření a je silným zdrojem neutronů, proto je nutno s ním manipulovat za dodržování bezpečnostních opatření pro práci s radioaktivními materiály.
O jeho sloučeninách a jejich chemickém chování je známo velmi málo. Předpokládá se, že nejstabilnější mocenství mendelevia je Md+3 a sloučeniny Md+2 jsou málo stálé.

## Historie

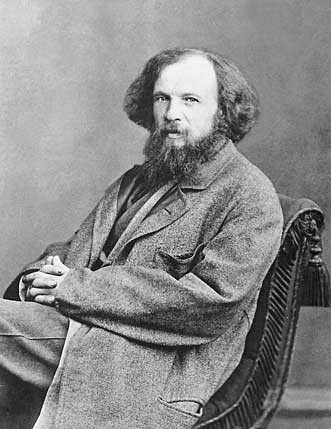
Dmitrij Ivanovič Mendělejev

Mendelevium bylo poprvé připraveno na počátku roku 1955 v laboratořích kalifornské university v Berkeley za pomoci cyklotronu bombardováním jader einsteinia 253Es částicemi alfa. Za jeho objevitele jsou pokládáni Albert Ghiorso jako vedoucí výzkumného týmu a dále Glenn T. Seaborg, Bernard Harvey a Greg Choppin, kteří prvku vyrobili pouhých 17 atomů. Prvek byl pojmenován na počest ruského chemika Dmitrije Mendělejeva.
 253
99 Es +  4
2 He →  256
101 Md +  1
0 n
Je známo celkem sedmnáct izotopů mendelevia, z nichž je nejstabilnější (z těch, u nichž je poločas přeměny znám) jsou 258Md s poločasem přeměny 51,5 dne, 260Md s poločasem 31,8 dne a 257Md s poločasem 5,52 hodin. Zbývající izotopy mají poločas rozpadu kratší než 100 minut.